# Sint-Eloois-Winkel Sport
KVC Sint-Eloois-Winkel Sport era un club de fútbol de Sint-Eloois-Winkel, en la provincia de Flandes Occidental. Estaba afiliado a la Real Asociación Belga con la matrícula n.º 4408 y sus colores eran el rojo y negro. Cuando dejó de competir estaba en División Nacional 1. 

## Historia
Se fundó como Voetbalclub Sint-Eloois-Winkel Sport en 1940, durante la Segunda Guerra Mundial. Al principio participaban en la Asociación Católica Deportiva Flamenca, una liga que competía con la Real Asociación Belga de fútbol. En 1946, se adhirieron a la KBVB como Sint-Eloois-Winkel Sport y comenzaron en los niveles provinciales. Se mantuvo en esos niveles y del 1964 al 1983 jugaron en la Primera Provincial durante 19 años consecutivos. Después descendió varios niveles hasta tener incluso que luchar por evitar el descenso en Tercera Provincial. A mitad de los años 90, sin embargo, volvió a subir varias categorías. En su 50 aniversario en 1991, el club se convirtió en "real", añadiendo koninklijke a su nombre.
En 1995, Winkel Sport ganó la liga de Tercera Provincial y ascendió de nuevo a Segunda Provincial. Dos años después, ascendieron a Primera Provincial. En 1999, consiguieron salir subcampeones de la Primera Provincial, detrás de Wervik. Sin embargo, debido a la fusión del KSK Roeselare y KFC Roeselare para formar el K.S.V. Roeselare en la división nacional, hubo un puesto libre para ocupar, y se le ascendió. Por primera vez en su dilatada historia, el club llegaba a una categoría nacional.
Sint-Eloois-Winkel se clasificó en quinto lugar en su año de debut en la Cuarta División. El siguiente año fue más complicado, pero en la tercera campaña terminaron terceros y jugaron play-offs de ascenso. Verbroedering Meerhout les privó del sueño del ascenso. En siguientes temporadas el club terminó siempre en la parte media alta de la clasificación. En 2007, Winkel Sport terminó segundo y se clasificó para play-offs. Tras eliminar a K. Lyra, fueron eliminados por RAA Louvièroise. En 2008, terminaron primeros otra vez, con los mismos puntos que SC Wielsbeke, pero con peor goal-average. Wielsbeke quedó por eso campeón, Sint-Eloois-Winkel  se clasificó a los play-offs. Ganó a Sporting Hasselt, pero fueron eliminados por RFC Unión La Calamine. En la temporada 2008/09, Winkel Sport compitió por el título por tercer año consecutivo, acabando segundos de nuevo y perdiendo en play-offs otra vez. Esta vez fueron eliminados por el Sporting Hasselt.
En 2014, el club ganó en el play-off contra OMS Ingelmunster y KVK Westhoek, pero perdió contra KSC Grimbergen. Sin embargo, tras la bancarrota del RWDM Brussels, un puesto quedó libre en la Tercera División, que le fue adjudicado.
En 2019, Sint-Eloois-Winkel Sport ascendió a la Primera División Aficionada tras quedar campeón de su grupo.
En octubre de 2023 se anunció que el primer equipo de Sint-Eloois-Winkel Sport desaparecería después de la temporada 23/24. El equipo compitió en la primera división nacional, la máxima división amateur del fútbol. El presidente y patrocinador principal, Geert Cool, abandonó el club y, por tanto, Winkel Sport ya no pudo sobrevivir económicamente.

## Palmarés
- - Segunda División Aficionada:
    - Campeón (1): 2018–19

  - 1 Provincial Flandes Occidental:
    - Subcampeones (1): 1998–99

  - 2 Provincial Flandes Occidental:
    - Subcampeones (1): 1996–97

  - 3 Provincial Flandes Occidental:
    - Campeón (1): 1994–95

## Temporada a temporada
| Temporada | Nivel | Nivel | Nivel | Nivel | Nivel | Nivel | Nivel | Nivel | Nivel | División                    | Puntos                                                | Observaciones                                                    |
|           | I     | I     | II    | III   | IV    | P.I   | P.II  | P.III | P.IV  |                             |                                                       |                                                                  |
| --------- | ----- | ----- | ----- | ----- | ----- | ----- | ----- | ----- | ----- | --------------------------- | ----------------------------------------------------- | ---------------------------------------------------------------- |
| 1993/94   |       |       |       |       |       |       |       | 4     |       | Tercera Prov. W-Vl          |                                                       |                                                                  |
| 1994/95   |       |       |       |       |       |       |       | 1     |       | Tercera Prov. W-Vl          |                                                       |                                                                  |
| 1995/96   |       |       |       |       |       |       | 10    |       |       | Segunda Prov. W-Vl          |                                                       |                                                                  |
| 1996/97   |       |       |       |       |       |       | 2     |       |       | Segunda Prov. W-Vl          |                                                       |                                                                  |
| 1997/98   |       |       |       |       |       | 6     |       |       |       | Primera Prov. W-Vl          |                                                       |                                                                  |
| 1998/99   |       |       |       |       |       | 2     |       |       |       | Primera Prov. W-Vl          |                                                       |                                                                  |
| 1999/00   |       |       |       |       | 5     |       |       |       |       | Cuarta Div. A               |                                                       |                                                                  |
| 2000/01   |       |       |       |       | 11    |       |       |       |       | Cuarta Div. A               | 36                                                    |                                                                  |
| 2001/02   |       |       |       |       | 3     |       |       |       |       | Cuarta Div. A               | 51                                                    | Derrota en play-off contra Verbroedering Meerhout                |
| 2002/03   |       |       |       |       | 4     |       |       |       |       | Cuarta Div. A               | 52                                                    |                                                                  |
| 2003/04   |       |       |       |       | 4     |       |       |       |       | Cuarta Div. A               | 51                                                    |                                                                  |
| 2004/05   |       |       |       |       | 10    |       |       |       |       | Cuarta Div. A               | 37                                                    |                                                                  |
| 2005/06   |       |       |       |       | 4     |       |       |       |       | Cuarta Div. A               | 58                                                    |                                                                  |
| 2006/07   |       |       |       |       | 2     |       |       |       |       | Cuarta Div. A               | 59                                                    | Derrota en play-off contra RAA Louviéroise                       |
| 2007/08   |       |       |       |       | 2     |       |       |       |       | Cuarta Div. A               | 55                                                    | Derrota en play-off contra RFC Union La Calamine                 |
| 2008/09   |       |       |       |       | 2     |       |       |       |       | Cuarta Div. A               | 58                                                    | Derrota en play-off contra KSK Hasselt                           |
| 2009/10   |       |       |       |       | 8     |       |       |       |       | Cuarta Div. A               | 37                                                    |                                                                  |
| 2010/11   |       |       |       |       | 12    |       |       |       |       | Cuarta Div. A               | 34                                                    |                                                                  |
| 2011/12   |       |       |       |       | 7     |       |       |       |       | Cuarta Div. A               | 49                                                    |                                                                  |
| 2012/13   |       |       |       |       | 3     |       |       |       |       | Cuarta Div. A               | 51                                                    |                                                                  |
| 2013/14   |       |       |       |       | 3     |       |       |       |       | Cuarta Div. A               | 60                                                    | Promoción por plaza vacante tras la quiebra del RWDM Brussels FC |
| 2014/15   |       |       |       | 7     |       |       |       |       |       | Tercera Div. A              | 54                                                    |                                                                  |
| 2015/16   |       |       |       | 2     |       |       |       |       |       | Tercera Div. A              | 63                                                    |                                                                  |
|           | 1A    | 1B    | 1Am   | 2Am   | 3Am   | P.I   | P.II  | P.III | P.IV  |                             | Desde 2016-17 hay 3 niveles nacionales y 2 regionales | Desde 2016-17 hay 3 niveles nacionales y 2 regionales            |
| 2016/17   |       |       |       | 5     |       |       |       |       |       | Segunda División Aficionada | 53                                                    |                                                                  |
| 2017/18   |       |       |       | 3     |       |       |       |       |       | Segunda División Aficionada | 55                                                    |                                                                  |
| 2018/19   |       |       |       | 1     |       |       |       |       |       | Segunda División Aficionada | 69                                                    |                                                                  |
| 2019/20   |       |       | 16    |       |       |       |       |       |       | Primera División Aficionada | 13                                                    | competición parada por covid-19                                  |
| 2020/21   |       |       |       |       |       |       |       |       |       | División Nacional 1         |                                                       | competición parada por covid-19 tras 4 jornadas                  |
| 2021/22   |       |       | 7     |       |       |       |       |       |       | División Nacional 1         | 44                                                    |                                                                  |
| 2022/23   |       |       | 15    |       |       |       |       |       |       | División Nacional 1         | 42                                                    |                                                                  |
| 2023/24   |       |       | 11    |       |       |       |       |       |       | División Nacional 1         | 46                                                    |                                                                  |